# راي روبسون
راي روبسون (بالإنجليزية: Ray Robson)‏ هو لاعب شطرنج أمريكي، ولد في 25 أكتوبر 1994 في غوام في الولايات المتحدة.

## وصلات خارجية
- راي روبسون على موقع الاتحاد الدولي للشطرنج (الإنجليزية)
- راي روبسون على موقع مباريات الشطرنج (الإنجليزية)
- راي روبسون على موقع 365Chess.com (الإنجليزية)
- راي روبسون على موقع Chesstempo.com (الإنجليزية)
- راي روبسون على موقع الاتحاد الأمريكي للشطرنج (الإنجليزية)
- راي روبسون سجل أولمبياد الشطرنج على موقع OlimpBase.org (الإنجليزية)